# Rathaus (Mainbernheim)

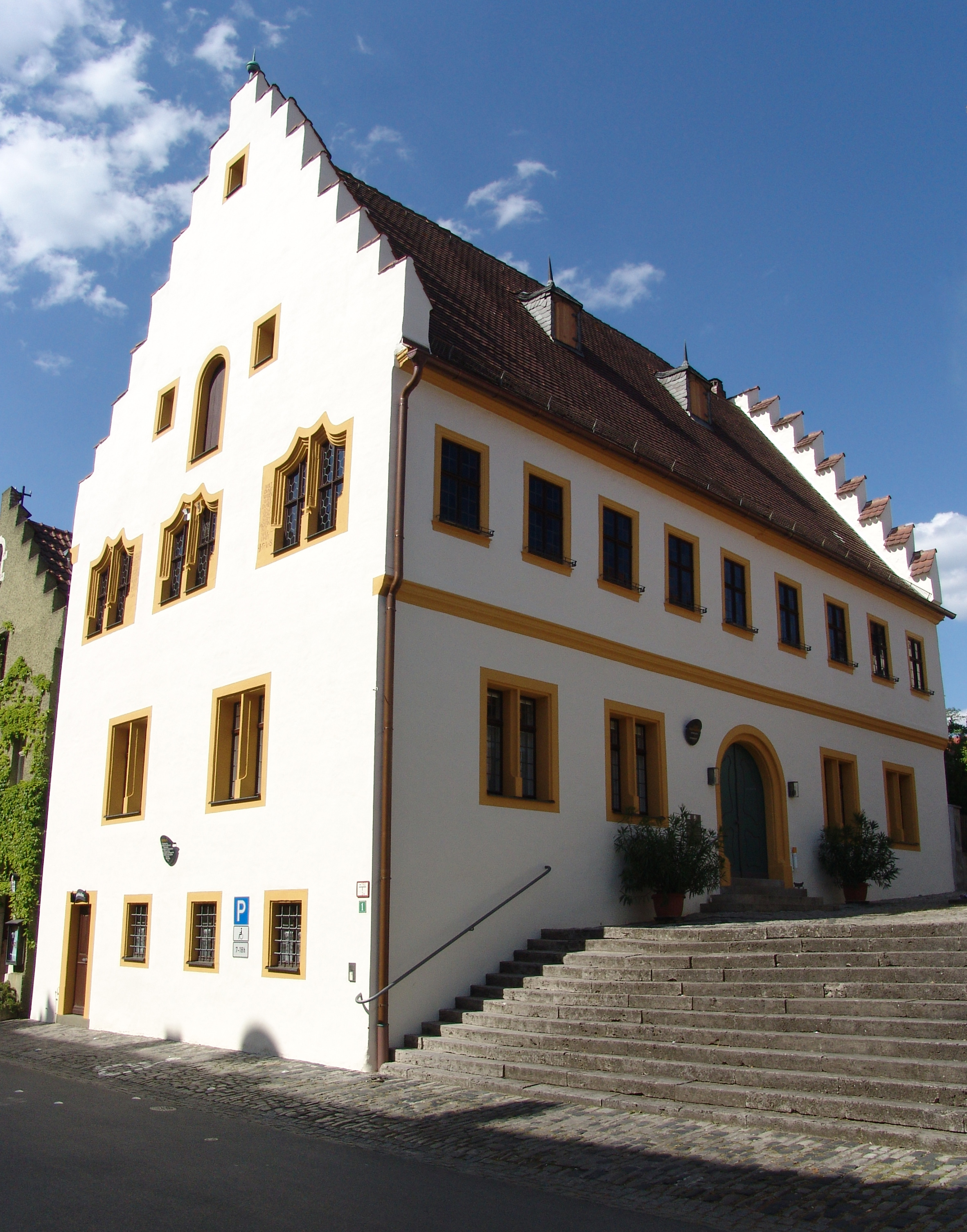
Rathaus in Mainbernheim

Das Rathaus in Mainbernheim, einer Stadt im unterfränkischen Landkreis Kitzingen in Bayern, wurde 1548 errichtet. Das Rathaus am Rathausplatz 1  ist ein geschütztes Baudenkmal. 
Der zweigeschossige, zur Herrnstraße hin dreigeschossige Renaissancebau mit Treppengiebeln und Vorhangbogenfenstern hat ein traufseitiges Fachwerkobergeschoss. Der Dachstuhl wurde im Jahr 1709 erneuert.
Im Inneren sind historische Ausstattungsteil wie Bleiglasfenster vorhanden.

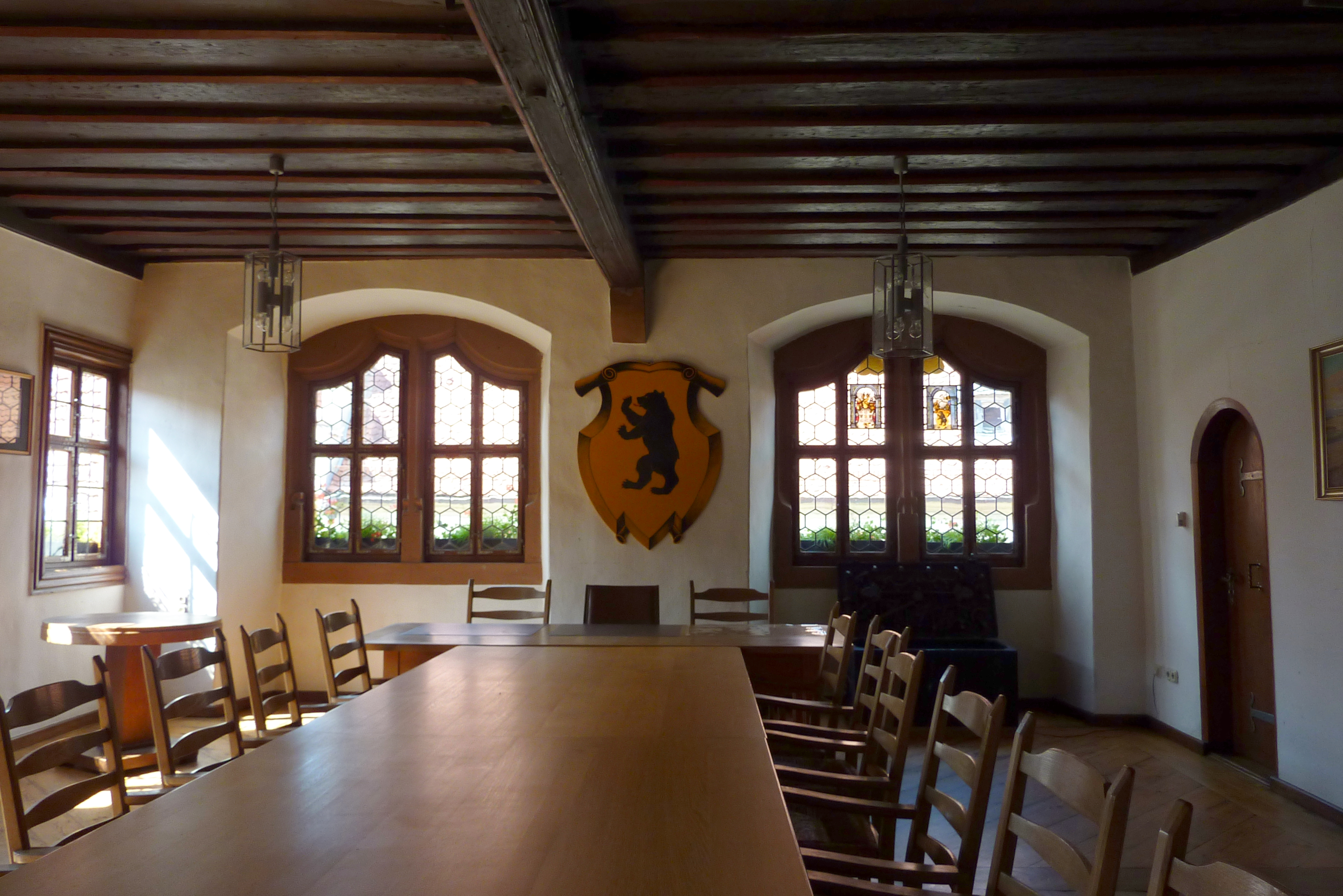
Ratssaal
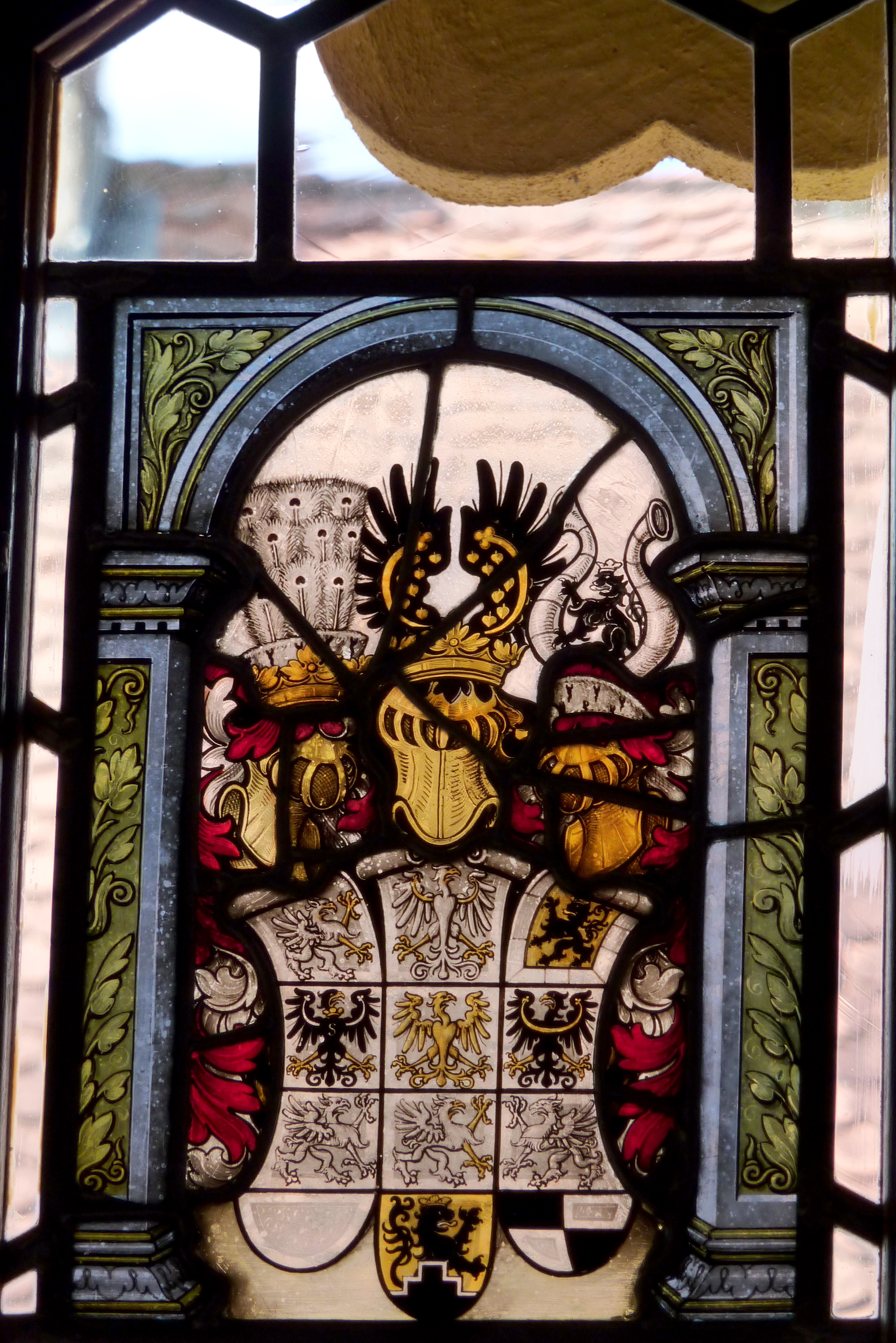
Wappenscheibe
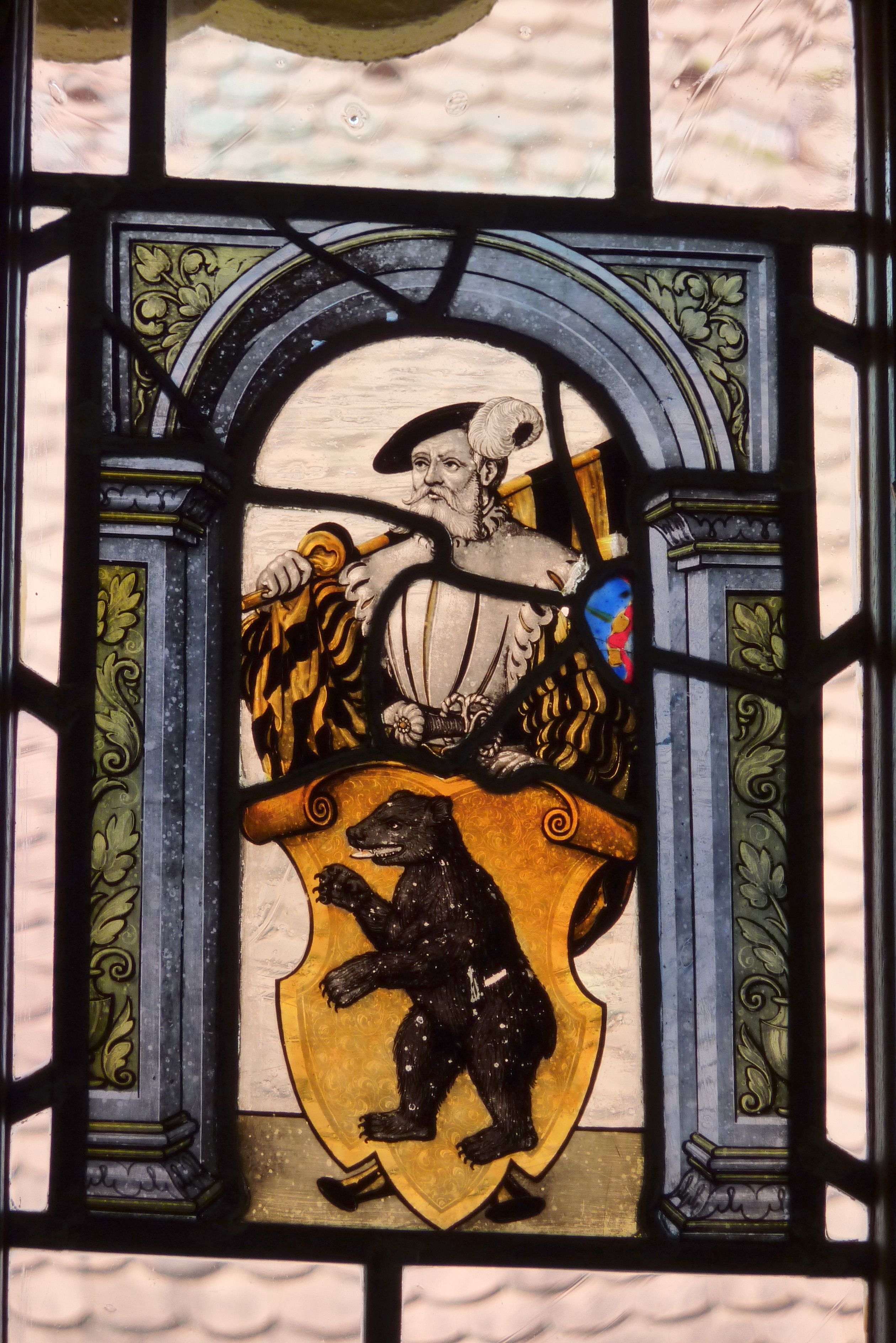
Wappen der Stadt Mainbernheim
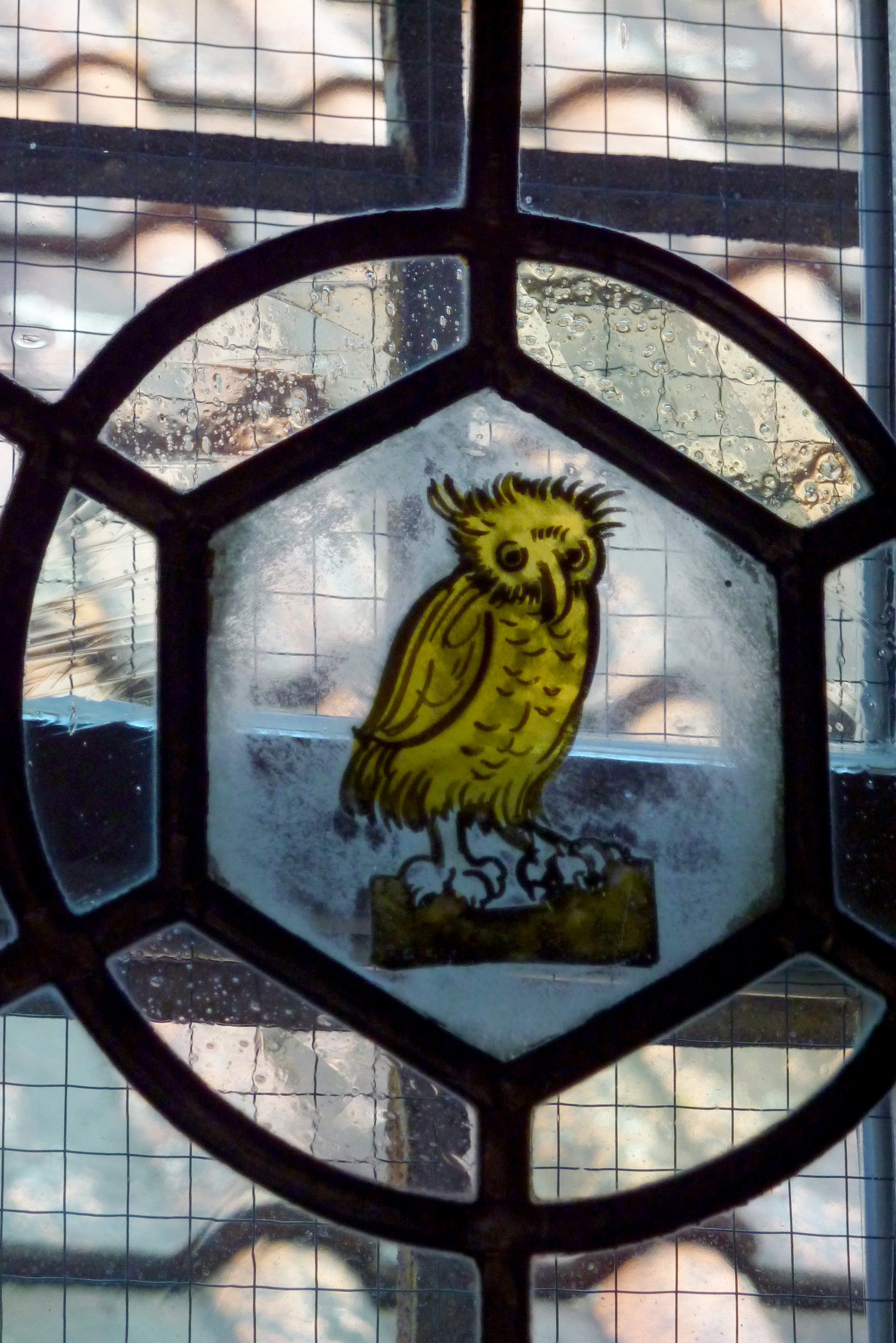
Eule